# La Vie heureuse de Léopold Z
Pour plus de détails, voir Fiche technique et Distribution.
La Vie heureuse de Léopold Z est un film de Noël québécois de fiction, en noir et blanc, réalisé par Gilles Carle, sorti en 1965. Il s'agit du premier long-métrage de fiction du cinéaste. Il met en vedette Guy L'Écuyer, Paul Hébert et Monique Joly. À l'origine, le film, qui était une commande de l'ONF, devait être un court-métrage documentaire sur le déneigement à Montréal.

## Synopsis
Dans le style direct des films de l’époque, proche de la réalité, le récit raconte une journée dans la vie du débonnaire Léopold Z. Tremblay, d.s.c. (déneigeur sous contrat) à Montréal. C’est la veille de Noël. On suit pas à pas Léo du lever du jour jusqu’à la messe de minuit alors qu'une tempête de neige s'abat sur la ville et qu'il est partagé entre les obligations de son travail et celles de sa famille. Derrière cette histoire simple, plusieurs références aux événements de l’époque annoncent les grands changements que la société québécoise s’apprête à vivre : on construit le métro, l’exposition internationale de 1967 se prépare, etc.

## Fiche technique
- Titre : La Vie heureuse de Léopold Z
- Réalisation : Gilles Carle
- Scénario : Gilles Carle
- Musique : Paul de Margerie
- Interprètes musique: Léandre Brault (dirige la chorale) et Les Petits Chanteurs du Mont-Royal
- Photographie : Jean-Claude Labrecque et Bernard Gosselin (collaboration)
- Son : Joseph Champagne
- Montage sonore : Bernard Bordeleau
- Mixage: Ron Alexander et Roger Lamoureux
- Montage : Werner Nold
- Production : Jacques Bobet
- Société de production et de distribution : ONF
- Pays de production :  Canada
- Langue originale : français
- Durée : 69 minutes

## Distribution
- Guy L'Écuyer : Léopold Zénon Tremblay dit Léo
- Paul Hébert : Théophile Lemay dit Théo
- Suzanne Valéry : Josette, chanteuse sous le nom de Josita
- Monique Joly : Catherine Tremblay
- Jacques Poulin : Jacques Tremblay
- Gilles Latulippe : l'employé de l'organisme financier
- Bernard Assiniwi : Bernard Lapierre
- André Gagnon : Dédé, le pianiste de Josita
- Le Révérend-Père Léandre Brault : le chef de la chorale
- Albert Millaire : le narrateur
- Raymond Lemay : l'animateur de radio

## Distinctions

### Récompenses
- Festival du cinéma canadien : Grand Prix du Jury